# تطمن
تطمن تطبيق محمول للهواتف الذكية، تابع لوزارة الصحة السعودية. أُطلق في 11 أبريل 2020، وهو يقدم الحماية والرعاية الصحية للمواطنين والمقيمين في السعودية، الذين أُحيلوا للعزل الصحي أو الحجر المنزلي على إثر الاشتباه أو الإصابة بفيروس كورونا. يقدم التطبيق مكتبة للمحتوى التثقيفي حول المرض، ويتيح نتائج الفحوصات وتحديثات بيانات المخالطين. إضافة لمتابعته اليومية للحالة الصحية للمستخدم، وتوفيره لمؤشر عد تنازلي للعزل الصحي. إلى جانب ارتباطات دعم التقصي الوبائي، وإتاحة التواصل الفوري مع مركز الصحة لطلب المساعدة. يستهدف التطبيق القادمين من خارج السعودية، والمشتبه بهم لوجود أعراض الفيروس، المخالطين لحالات مصابة، والمصابين الذين أُحيلوا للحجر المنزلي أو العزل الصحي.

## خدمات
يقدم التطبيق الحماية والرعاية الصحية لسكان السعودية عبر إتاحة مكتبة المحتوى التثقيفي عن المرض، ونتائج الفحوصات، وتحديثات بيانات المخالطين لحالات مصابة. إلى جانب متابعة الحالة الصحية للمستخدم المصاب، وتفعيل مؤشر عد تنازلي، لفترة العزل الصحي. كما يوفر خدمة التواصل الفوري مع مركز الصحة لطلب المساعدة.